# Der moderne Man
Der moderne Man [sic!] war eine experimentelle, deutschsprachige Band aus Hannover zur Zeit der Neuen Deutschen Welle während der frühen 1980er Jahre. Hervorgegangen aus der Punk-Band „The Worst“, erschienen ihre Platten hauptsächlich bei No Fun Records. Zu den ersten Radiomoderatoren, die Platten dieser Gruppe auflegten, zählte John Peel.

## Bandgeschichte
Nach der ersten LP stieg ihr Sänger Ziggy XY (bürgerlicher Name: Michael Jarick) aus, um sich ganz auf sein avantgardistisches Projekt Kosmonautentraum zu konzentrieren. Mit seinem Nachfolger Mattus rückten die chaotischeren Musikteile in den Hintergrund. Am 8. März 1983 übertrug Rockpalast ein Konzert dieser Band aus der Zeche in Bochum. Trotz Presseunterstützung konnten sich die Band und ihr Label nicht gegen die Flut von NDW-Veröffentlichungen behaupten und warfen 1984 das Handtuch. Ihr Gitarrist und Mitgründer E.K.T. (Eckart Kurtz) spielte danach noch einige Zeit bei „Beatklub“, bevor er im bürgerlichen Berufsleben verschwand. Schlagzeuger Claudius Hempelmann, der die Band 1981 verlassen hatte, nahm sich am 18. August 1988 das Leben.
Im März 2009 erschien bei SPV die Doppel-CD Drama, Spiel und Blut... Das Archiv Teil 1, welche die EP Umsturz im Kinderzimmer, das Album 80 Tage auf See, die Mini-Alben Verstimmt und Neues aus Hong Kong, das Spargel-Tape sowie einige unveröffentlichte Livestücke enthält. Im März 2011 ist die Erstveröffentlichung der LP Unmodern auf CD mit Bonusmaterial auf den Markt gekommen.

## Diskografie
- 1980: Umsturz im Kinderzimmer (EP 7", Heile Welt Records 0012)
- 1980: 80 Tage auf See (LP, NF 005)
- 1981: Der Sandman / Baggersee (7", NF 105)
- 1981: Verstimmt (Live-MiniLP, NF 011)
- 1982: Unmodern (LP, NF 015)
- 1983: Neues aus Hong Kong (MiniLP, NF 018)
- 1983: Live (Live-MC, Spargel tapes schbd 4)
- 2009: Drama, Spiel und Blut... Das Archiv Teil 1 (Do-CD live&studio, Revisited Records)
- 2011: Unmodern – plus (CD inkl. Sandman-Single, Demos, Spargel-Single)